# Spezialgerüstbau
Der Spezialgerüstbau ist ein Untergebiet des Gerüstbaus. Er umfasst all jene Sonderkonstruktionen, die ein Gerüstbauer abweichend von der Aufbau- und Verwendungsanleitung des Herstellers an die Bedingungen vor Ort anpasst. Häufig müssen die Gerüste dabei ohne Verankerung im Mauerwerk auskommen. Im Spezialgerüstbau werden daher hohe Ansprüche an die fachliche Planung und die technische Kompetenz des Gerüstbauers gestellt sowie an die Logistik bei schwierigem Gelände.

## Abgrenzung
Eine rechtlich verbindliche Abgrenzung zum Gerüstbau existiert nicht, jedoch hat sich allgemein eine Definition über die Baustatik und den vom Gerüstbauer zu erbringenden Standsicherheitsnachweis durchgesetzt. Die Betriebssicherheitsverordnung (BetrSichV) schreibt für eine Konstruktion, die von der Regelausführung abweicht, besondere Auflagen vor. Dementsprechend muss der Gerüstbauer für ein Gerüst im Spezialgerüstbau den Standsicherheitsnachweis immer als Einzelnachweis erbringen.

## Gerüstarten beim Spezialgerüstbau

### Absetzgerüst/Absetzpodest
Sowohl das Absetzgerüst, wie auch das Absetzpodest dienen dem Transport und der Lagerung von Baumaterialien in großen Höhen. Dieses Spezialgerüst bietet einen designierten Platz, auf dem Maschinen und Baustoffe von einem Baukran abgesetzt werden. Ein Absetzgerüst wird auch verwendet, um Materialien zu lagern und zu verteilen, die ein Bauaufzug zum gewünschten Einsatzort liefert. Der Spezialgerüstbau muss dabei sicherstellen, dass das Gerüst die erhöhte Lastaufnahme verkraftet.

### Behelfsbrücke

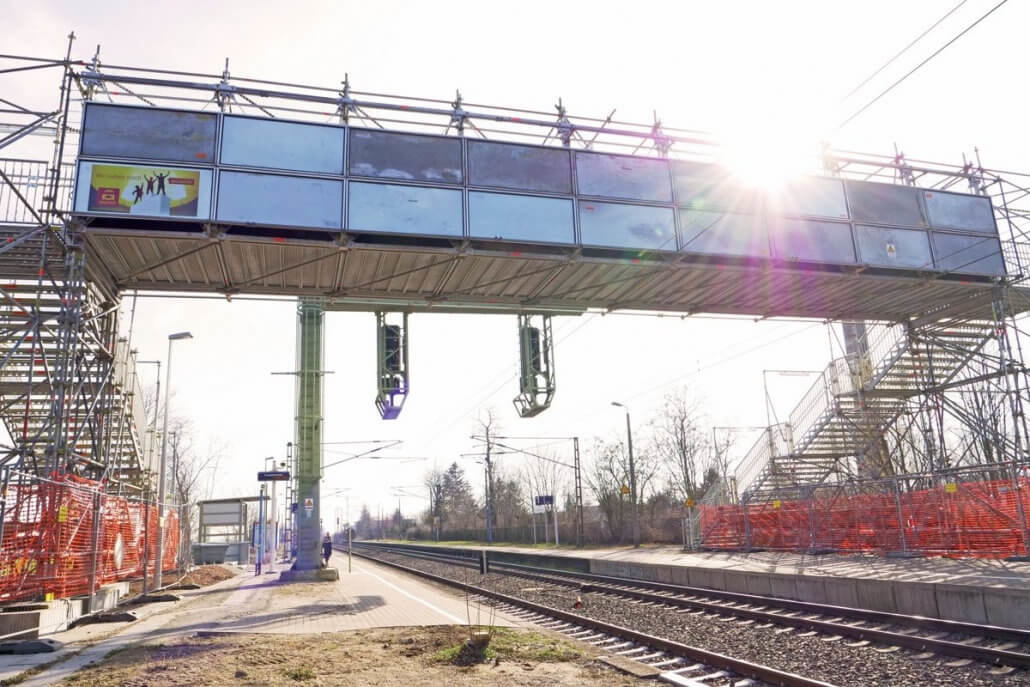
Ein frei stehendes Gerüst, das eine Verbindung über ein Hindernis bietet.

Eine Fußgängerbrücke, Kabelbrücke oder Rohrbrücke ist im Spezialgerüstbau ein frei stehendes Gerüst, das eine Verbindung über ein Hindernis bietet. Fußgängerbrücken kommen zum Einsatz, wenn vorhandene Brücken temporär blockiert sind oder Fußwege von einem Baustellenareal getrennt werden sollen. Kabel- und Rohrbrücken führen Strom, Gas oder Wasser über befahrene Straßen und Bahngleise zu nicht erschlossenen Baugebieten, ohne den Verkehr dabei zu behindern. Typische Spannweiten dieser Behelfsbrücken liegen zwischen 35 und 50 Metern.

### Brückengerüst
Ein Brückengerüst dient der Inspektion, Sanierung oder dem Bau von Brücken. Um die Vorspannung moderner Brücken nicht zu gefährden, werden Brückengerüste so angebracht, dass sie den Spannstahl nicht verletzen. Oftmals besteht die Aufgabe beim Spezialgerüstbau darin, die beiden Verkehrswege unterhalb und oberhalb der Brücke freizuhalten und vor dem Herabfallen von Baumaterial zu schützen. Flüsse und Fahrbahnen unter der Brücke schränken die zur Verfügung stehende Standfläche ein. In solchen Fällen setzt der Gerüstbauer Pontons oder Hängegerüste zur Ergänzung ein.

### Deckengerüst
Ein Deckengerüst wird innerhalb von Gebäuden angebracht, um unterhalb der Zimmerdecke eine Arbeitsplattform zu bieten. Eine solche Plattform ist in Deutschland für Deckenarbeiten ab einer Arbeitshöhe von 2 Metern vorgeschrieben. Das Deckengerüst wird meist als Raumgerüst erstellt, das seine Standfestigkeit aus sich selbst heraus durch Verstrebungen erhält. Soll der Raum unterhalb des Deckengerüstes weiterhin nutzbar bleiben, bringt der Gerüstbauer zusätzliche Schutzfolien zur Staubsicherung und andere Schutzmaßnahmen an.

### Einhausung

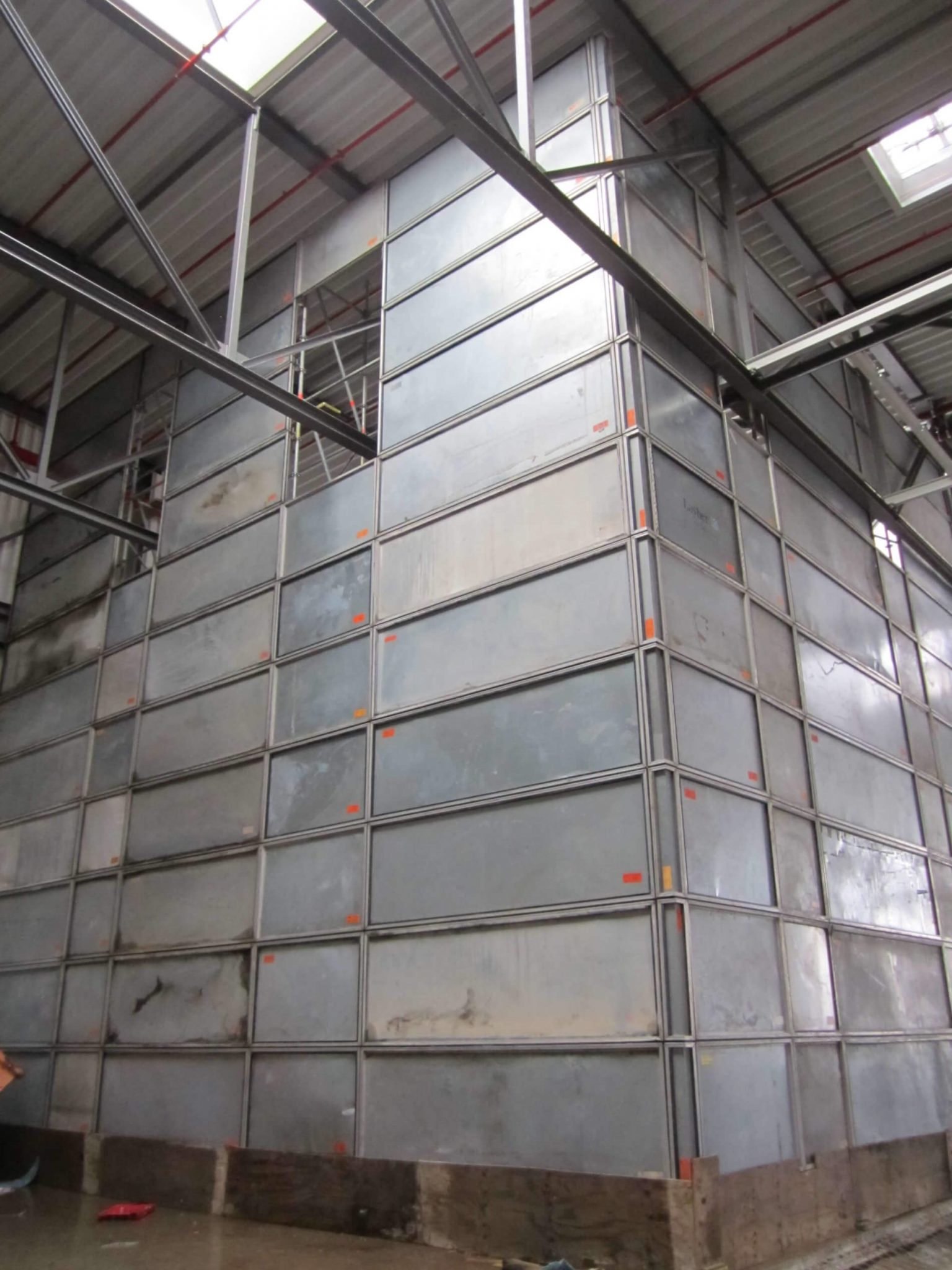
Eine Einhausung in einem Betrieb.

Eine Einhausung dient vorwiegend dem Immissionsschutz, also dem Zurückhalten von Staub, Lärm, Schadstoffen oder herumfliegendem Material. Je nach Art der Emission verschließt die Einhausung den gesamten Raum um die Emissionsquelle, zum Beispiel durch reißfeste Planen, Lärmschutzmatten oder Schrumpffolie. Ergänzend kommen im Einzelfall auch Absauganlagen zum Einsatz. Eine Spezialform stellt hier die Lärmschutzwand dar, da die Einhausung den Lärmschutz nur in einer Richtung gewährleisten muss, in Richtung der zu schützenden Anwohner.

### Fluchttreppe
Nach deutschem Baurecht zählt die Fluchttreppe als notwendige Treppe. Sie ist Teil der Rettungswege und stellt sicher, dass Menschen aus jedem Geschoss ins Freie gelangen. Der Einsatz einer Fluchttreppe kann temporär oder langfristig erfolgen, wenn vorhandene Fluchtwege durch Baumaßnahmen blockiert sind oder ein Gebäude durch Gebäudeumwidmung eine zusätzliche Fluchttreppe benötigt. Eine Fluchttreppe muss im Spezialgerüstbau besondere Anforderungen erfüllen, etwa Schutz bieten vor seitlichem Herabfallen, vorgegebene Maße einhalten oder mit Beleuchtungen versehen sein.

### Hängegerüst

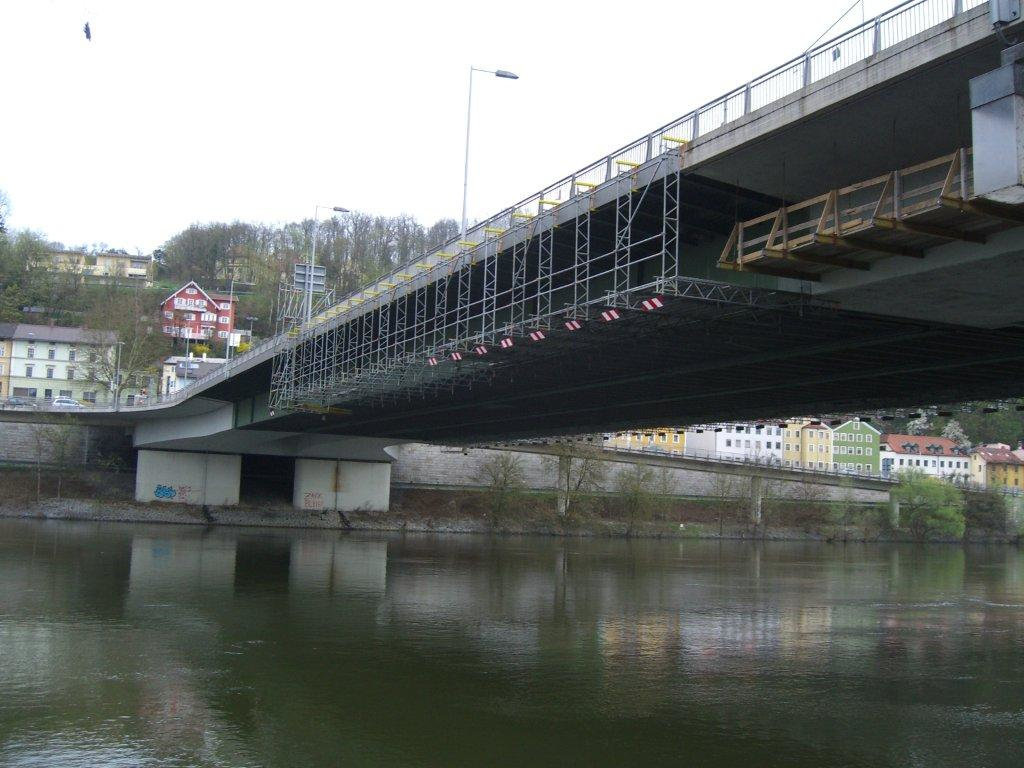
Ein Hängegerüst kommt ohne Bodenkontakt aus und wird direkt an der Brücke oder dem Gebäude befestigt.

Ein Hängegerüst kommt ohne Bodenkontakt aus und wird direkt an der Brücke oder dem Gebäude befestigt. Zum Einsatz kommt es bei unsicherem Baugrund, befahrenen Straßen oder großen Höhen. Kann keine Verankerung gesetzt werden, verklemmt der Gerüstbauer die gesamte Konstruktion am Bauwerk. Eine Spezialform stellt das Seil-Hängegerüst dar, bei dem eine Arbeitsplattform zum schnellen Versetzen an einem oder mehreren Seilen aufgehängt ist.

### Industriegerüst

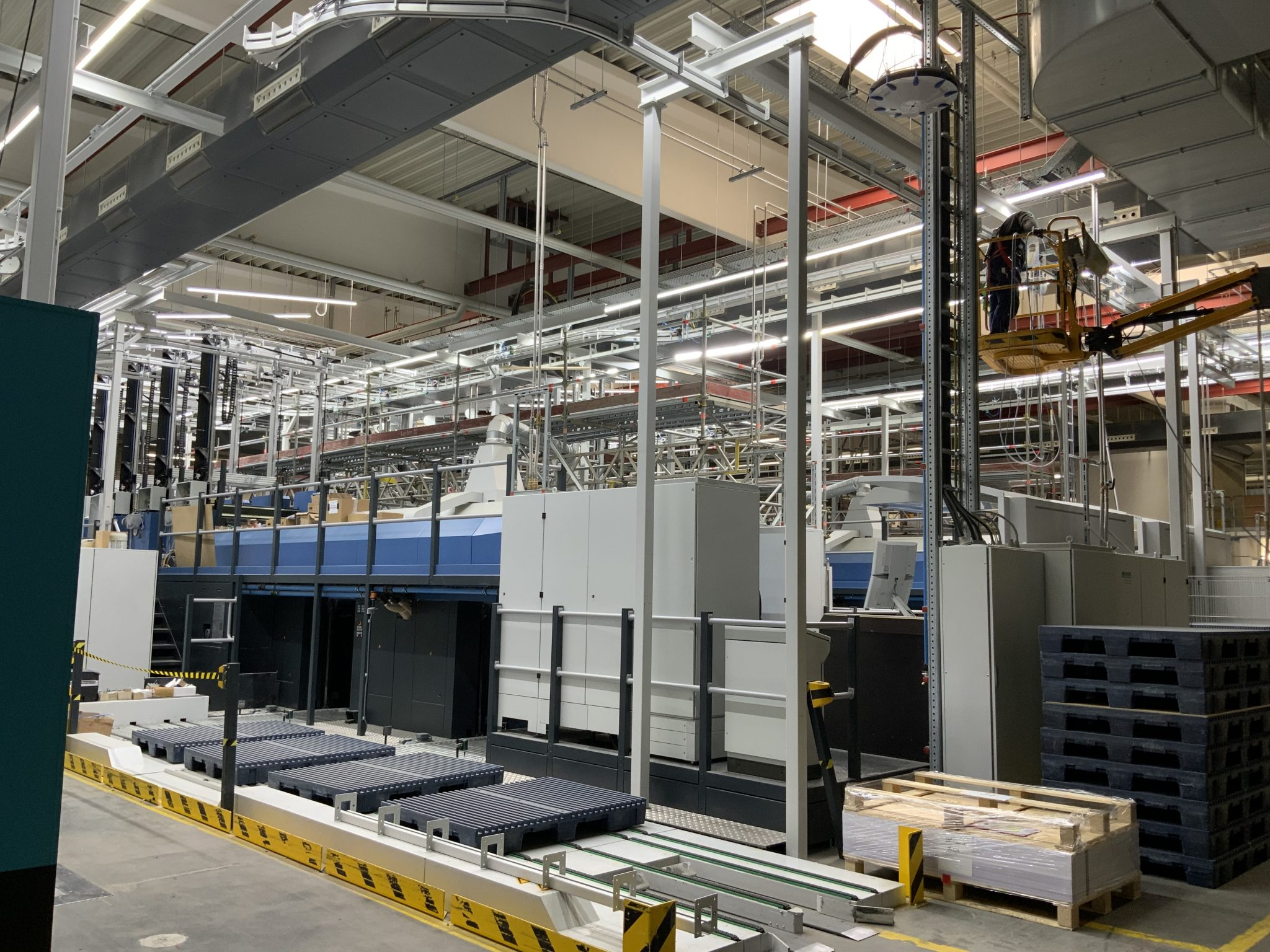
Beispiel für ein Industriegerüst.

Ein Industriegerüst ist ein Modulgerüst, das der Gerüstbauer den unregelmäßigen geometrischen Erfordernissen anpasst. Es kommt beim Bau, Inspektionen und Sanierungen von komplexen Industrieanlagen zum Einsatz. Rettungskräfte nutzen Industriegerüste bei Störfällen und Rettungseinsätzen, etwa wenn eine Gebäudedecke einzustürzen droht.

### Lehrgerüst
Ein Lehrgerüst dient als Hilfsgerüst der Formgebung von Mauern und Bögen. Im Betonbrückenbau wird es als Schalungsgerüst zum Anbringen der Betonschalung eingesetzt. Das Lehrgerüst trägt das Mauerwerk oder den Beton, bis die verwendeten Materialien stark genug sind, die auftretenden Kräfte selbst zu tragen.

### Wetterschutzdach

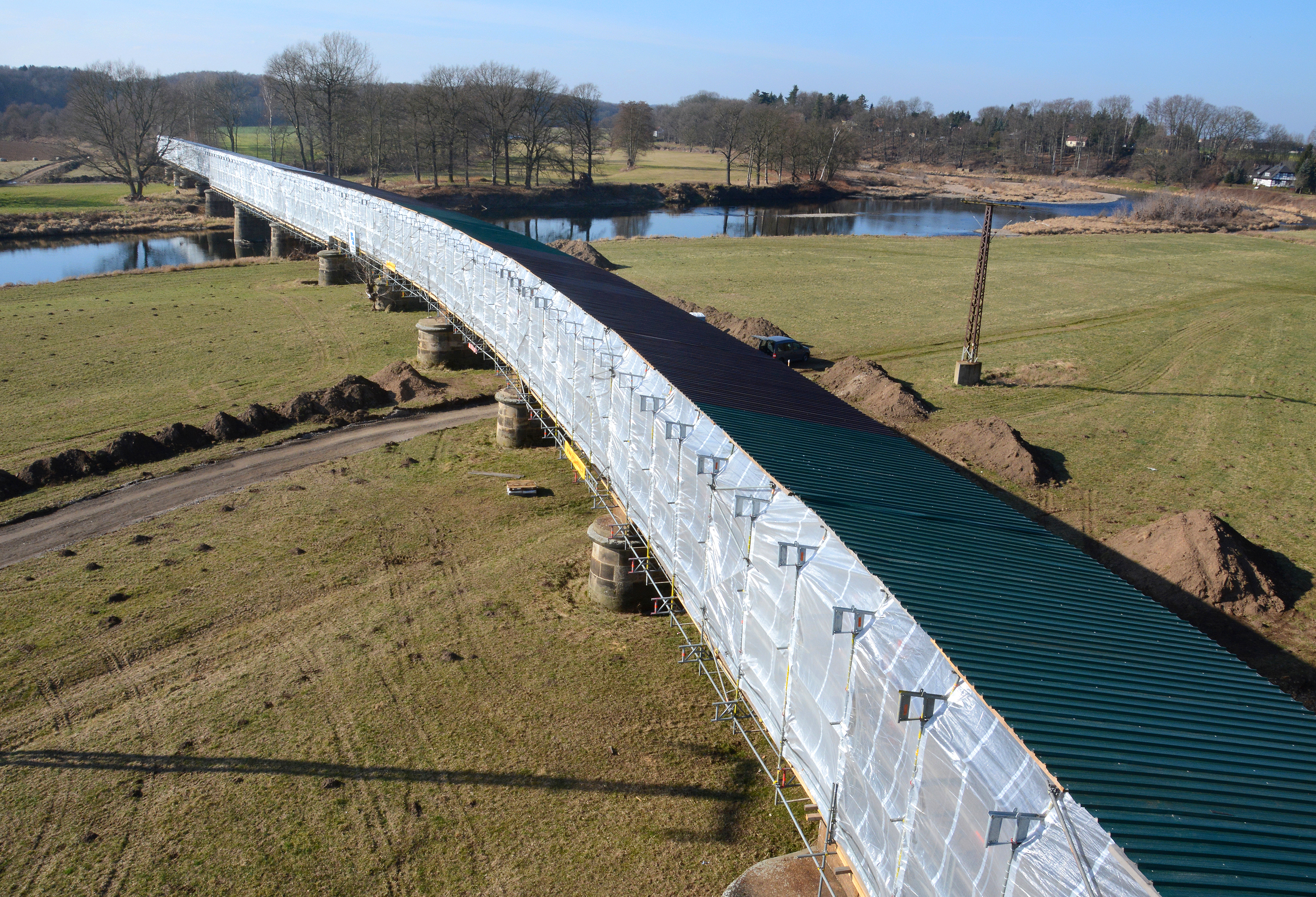
Beispiel für ein Wetterschutzdach auf einer Bahnbrücke.

Ein Wetterschutzdach schützt vor Witterungsbedingungen wie Regen, Hagel oder Schnee. Es erlaubt wetterunabhängiges Arbeiten, bewahrt empfindliche Anlagen und verlängert die Lebensdauer von Maschinen. In einer einfachen Ausführung besteht es aus einem Stützgerüst und darauf montierten Wellblech- oder Keder-Planen.

## Vorschriften
Da jedes Spezialgerüst individuell statisch berechnet werden muss, spielen Normen im Spezialgerüstbau eine tragende Rolle. Die wichtigsten Normen für diesen Gerüstbau sind:
- DIN EN 39 Systemunabhängige Stahlrohre für die Verwendung in Trag- und Arbeitsgerüsten
- DIN EN 74 Kupplungen, Zentrierbolzen und Fußplatten für Arbeits- und Traggerüste
- DIN 4420 Arbeits- und Schutzgerüste
- DIN 4421 Traggerüste
- DIN 4422 Fahrbare Arbeitsbühnen
- DIN 4426 Einrichtungen zur Instandhaltung baulicher Anlagen
- DIN 12810 Aufbau von Fassadengerüsten
- DIN 12811 Temporäre Konstruktionen für Bauwerke
- DIN 12812 Bemessung und Entwurf von Traggerüsten
- DIN 18451 Gerüstarbeiten